# Square Françoise-Hélène-Jourda
Le square Françoise-Hélène-Jourda  est un espace vert du 18e arrondissement de Paris, en France.

## Situation et accès
Il est situé 20 rue du Département.

## Origine du nom
Il porte le nom de l'architecte Françoise-Hélène Jourda, à proximité de la ZAC Pajol, qu'elle a conçue.

## Historique
Réaménagé en 2015 dans la Zac Pajol, l'ancien square nommé « square du 20, rue du Département » est renommé « square Françoise-Hélène-Jourda » par le Conseil de Paris réuni le juillet 2016.